# Mont-Royal (circonscription fédérale)
Pour les articles homonymes, voir Mont Royal.
Circonscription électorale fédérale du Canada
Mont-Royal est une circonscription électorale fédérale canadienne située sur l'île de Montréal, au Québec. Établie en 1924, la circonscription est connue pour être celle du premier ministre Pierre Elliott Trudeau, qui en est le député de 1965 à 1984. 

## Géographie
La circonscription contient les villes de Hampstead, Mont-Royal et Côte-Saint-Luc, ainsi qu'une partie de l'arrondissement de Côte-des-Neiges–Notre-Dame-de-Grâce de la ville de Montréal. Les circonscriptions limitrophes sont Papineau, Outremont, Notre-Dame-de-Grâce—Westmount, Dorval—Lachine—LaSalle, Saint-Laurent et Ahuntsic-Cartierville.

## Historique
Créée en 1924 à partir des circonscriptions de Jacques-Cartier et Westmount—Saint-Henri, la circonscription n'a pas vu ses limites modifiées lors du redécoupage électoral de 2013.

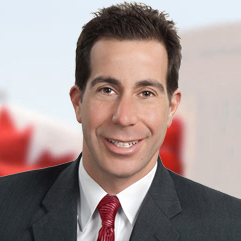
Anthony Housefather

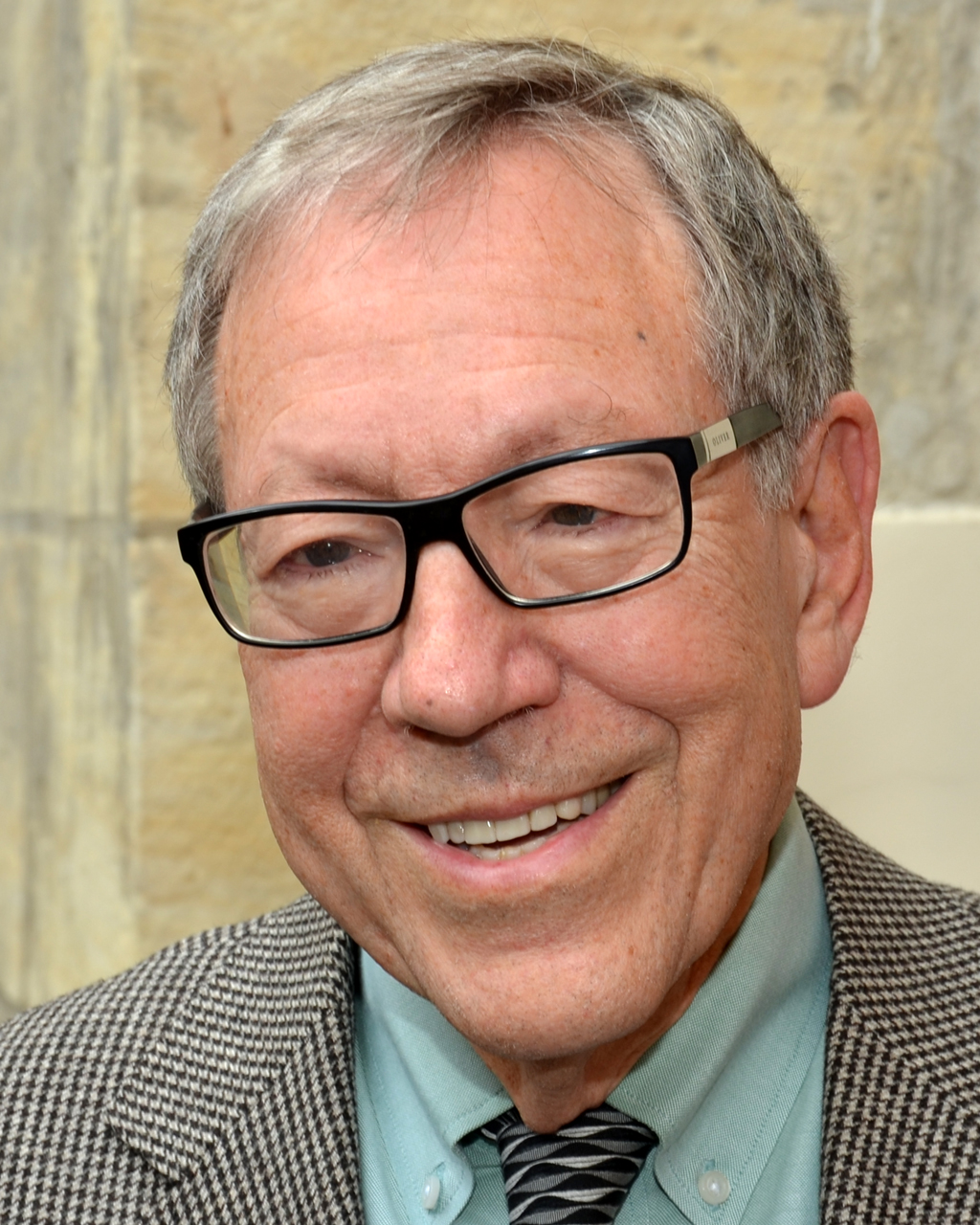
Irwin Cotler

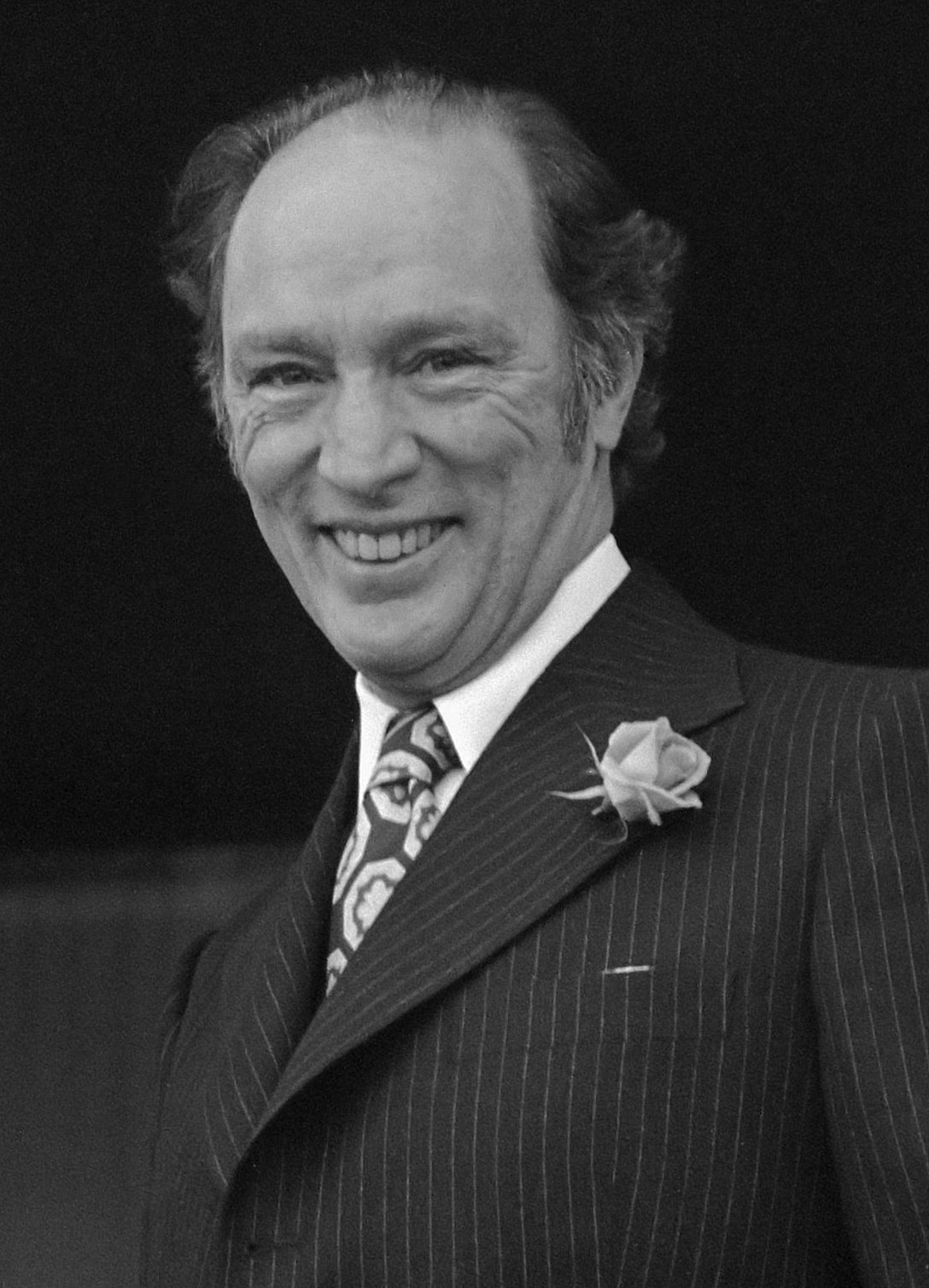
Pierre Trudeau

## Députés
| Législature                                                  | Années        | Député                     | Parti | Parti                     |
| ------------------------------------------------------------ | ------------- | -------------------------- | ----- | ------------------------- |
| Mont-Royal issue de Jacques-Cartier et Westmount—Saint-Henri |               |                            |       |                           |
| 15e                                                          | 1925–1926     | Robert Smeaton White       |       | Progressiste-conservateur |
| 16e                                                          | 1926–1930     | Robert Smeaton White       |       | Progressiste-conservateur |
| 17e                                                          | 1930–1935     | Robert Smeaton White       |       | Progressiste-conservateur |
| 18e                                                          | 1935–1940     | William Allen Walsh        |       | Progressiste-conservateur |
| 19e                                                          | 1940–1945     | Frederick Primrose Whitman |       | Libéral                   |
| 20e                                                          | 1945–1949     | Frederick Primrose Whitman |       | Libéral                   |
| 21e                                                          | 1949–1953     | Alan Macnaughton           |       | Libéral                   |
| 22e                                                          | 1953–1957     | Alan Macnaughton           |       | Libéral                   |
| 23e                                                          | 1957–1958     | Alan Macnaughton           |       | Libéral                   |
| 24e                                                          | 1958–1962     | Alan Macnaughton           |       | Libéral                   |
| 25e                                                          | 1962–1963     | Alan Macnaughton           |       | Libéral                   |
| 26e                                                          | 1963–1965     | Alan Macnaughton           |       | Libéral                   |
| 27e                                                          | 1965–1968     | Pierre Elliot Trudeau      |       | Libéral                   |
| 28e                                                          | 1968–1972     | Pierre Elliot Trudeau      |       | Libéral                   |
| 29e                                                          | 1972–1974     | Pierre Elliot Trudeau      |       | Libéral                   |
| 30e                                                          | 1974–1979     | Pierre Elliot Trudeau      |       | Libéral                   |
| 31e                                                          | 1979–1980     | Pierre Elliot Trudeau      |       | Libéral                   |
| 32e                                                          | 1980–1984     | Pierre Elliot Trudeau      |       | Libéral                   |
| 33e                                                          | 1984–1988     | Sheila Finestone           |       | Libéral                   |
| 34e                                                          | 1988–1993     | Sheila Finestone           |       | Libéral                   |
| 35e                                                          | 1993–1997     | Sheila Finestone           |       | Libéral                   |
| 36e                                                          | 1997–1999     | Sheila Finestone           |       | Libéral                   |
| 36e                                                          | 1999–2000     | Irwin Cotler               |       | Libéral                   |
| 37e                                                          | 2000–2004     | Irwin Cotler               |       | Libéral                   |
| 38e                                                          | 2004–2006     | Irwin Cotler               |       | Libéral                   |
| 39e                                                          | 2006–2008     | Irwin Cotler               |       | Libéral                   |
| 40e                                                          | 2008–2011     | Irwin Cotler               |       | Libéral                   |
| 41e                                                          | 2011–2015     | Irwin Cotler               |       | Libéral                   |
| 42e                                                          | 2015–2019     | Anthony Housefather        |       | Libéral                   |
| 43e                                                          | 2019–2021     | Anthony Housefather        |       | Libéral                   |
| 44e                                                          | 2021–2025     | Anthony Housefather        |       | Libéral                   |
| 45e                                                          | 2025–en cours | Anthony Housefather        |       | Libéral                   |

## Résultats électoraux

### Tendances
| |
| - Parti libéral - Parti conservateur - NPD - Bloc québécois - Parti vert - Parti populaire - Progressiste-conservateur (ancien) - Alliance canadienne (ancien) - Crédit social (ancien) |

#### Majorité en voix du parti arrivé en tête
|                                                                    |
| Les élections partielles sont surlignées en gris sur le graphique. |

### Résultats détaillés
|       | Candidat             | Parti              | # de voix | % des voix |
|       | Robert Libman        | Conservateur       | +18 213,  | 37,79 %    |
|       | Jade Bossé-Bélanger  | Bloc québécois     | +00908,   | 1,88 %     |
|       | Anthony Housefather  | Libéral            | +24 317,  | 50,45 %    |
|       | Mario Jacinto Rimboa | NPD                | +03 889,  | 8,07 %     |
|       | Tim Landry           | Vert               | +00750,   | 1,56 %     |
|       | Diane Johnston       | Marxiste-léniniste | +00124,   | 0,26 %     |
| Total | Total                | Total              | 48 201    | 100 %      |

|       | Candidat               | Parti              | # de voix | % des voix |
|       | Saulie Zajdel          | Conservateur       | +13 891,  | 35,61 %    |
|       | Gabriel Dumais         | Bloc québécois     | +01 136,  | 2,91 %     |
|       | Irwin Cotler (sortant) | Libéral            | +16 151,  | 41,41 %    |
|       | Jeff Itcush            | NPD                | +06 963,  | 17,85 %    |
|       | Brian Sarwer-Foner     | Vert               | +00683,   | 1,75 %     |
|       | Diane Johnston         | Marxiste-léniniste | +00109,   | 0,28 %     |
|       | Abraham Weizfeld       | Indépendant        | +00074,   | 0,19 %     |
| Total | Total                  | Total              | 39 007    | 100 %      |

|       | Candidat               | Parti              | # de voix | % des voix |
|       | Rafael Tzoubari        | Conservateur       | +09 676,  | 27,33 %    |
|       | Maryse Lavallée        | Bloc québécois     | +01 543,  | 4,36 %     |
|       | Irwin Cotler (sortant) | Libéral            | +19 702,  | 55,65 %    |
|       | Nicolas Thibodeau      | NPD                | +02 733,  | 7,72 %     |
|       | Tyrell Alexander       | Vert               | +01 565,  | 4,42 %     |
|       | Antonio Artuso         | Communiste         | +00089,   | 0,25 %     |
|       | Diane Johnston         | Marxiste-léniniste | +00097,   | 0,27 %     |
| Total | Total                  | Total              | 35 405    | 100 %      |